# Gerhard Weinberger
Gerhard Weinberger   (Pfaffenhofen an der Ilm, 31 de juliol de 1948) és un organista i professor d'orgue alemany.

## Biografia
Després de graduar-se al Gabrieli-Gymnasium Eichstätt, Weinberger va rebre la seva formació de 1967 a 1972 amb Franz Lehrndorfer a la Universitat de Música i Teatre de Munic en les assignatures d'orgue, música d'església i escola. El 1971 va rebre el segon premi d'orgue a l'ARD International Music Competition.
Després de tres anys com a director de cor a la Basílica de St. Lorenz de Kempten, va ensenyar com a professor a la Universitat de Música de Munic des de 1974, on va ensenyar com a professor d'orgue des de 1977. El 1983 es va traslladar a la Universitat de Música de Detmold com a professor d'orgue i responsable del curs de música d'església i del conjunt vocal solista de l'Acadèmia Barroca. De 1979 a 1983 també va ser professor a la Universitat de Música d'Església de Ratisbona i de 1984 a 2003 va ocupar una plaça de professor d'orgue a la Universitat de Música de Würzburg.
Weinberger dóna concerts com a organista a Europa, Àsia, Amèrica del Nord i del Sud, imparteix classes magistrals a nivell internacional i actua com a jurat. Amb la seva dona Beatrice-Maria Weinberger també ofereix concerts amb música d'orgue a quatre mans. Hi ha nombrosos enregistraments radiofònics i enregistraments en CD, així com un enregistrament complet de les obres d'orgue de Johann Sebastian Bach en importants òrgues històrics al segell cpo, que va rebre el Premi Anual de la Crítica discogràfica alemanya el 2009. També va rebre diversos premis discogràfics. El 1986 va fundar el conjunt Die Deutschen Bach-Vocalisten, amb el qual va actuar internacionalment. Com a director d'orquestra, va interpretar principalment obres dels segles XVII i XVIII. De 2010 a 2023, va fer un enregistrament complet de les obres d'orgue de Max Reger sobre orgues de l'època Reger al segell cpo (18 CD).
Weinberger és un editor de música d'orgue i música coral sacra, inclosa la primera edició completa de les obres d'orgue de Johann Ludwig Krebs i les obres d'orgue de Robert Schumann.
Gerhard Weinberger és membre de l'Acadèmia Europea de Ciències i Arts i del consell d'administració de la Neue Bachgesellschaft Leipzig. El 2017 va rebre la Creu Federal al Mèrit amb Cinta.

## Estudiants (selecció)
Entre els seus alumnes hi ha, entre d'altres Thomas Albus, Matthias Beckert, Daniel Beckmann, Max Beckschäfer, Thomas Berning, Roland Büchner, Norbert Düchtel, Heidi Emmert, Friedhelm Flamme, Sebastian Freitag, David Jonies (Domorganist in Chicago), Carsten Klomp,Barbara Kraus, Gerhard Merkl, Kord Michaelis, Christiane Michel-Ostertun, Iris Rieg, Benno Schachtner, Johannes Skudlik, Josef Still, Franz Josef Stoiber, Markus Utz, Christian Weiherer und Walter Zielke.

## Selecció d'escrits
- amb Ewald Kooiman, Hermann J. Busch: Sobre la interpretació de la música d'orgue de Johann Sebastian Bach. Merseburger, Kassel, 1995, ISBN 3-87537-215-8.
- Bach i Reger al centre. Publicació de Festschrift per al 75è aniversari de Gerhard Weinberger. de Paul Thissen amb la col·laboració de Jürgen Buchner. Editorial Ortus. ISBN 978-3-937788-79-1